# Власовский сельский округ
Власовский сельский округ (каз. Власов ауылдық округі) — административная единица в составе Аккайынского района Северо-Казахстанской области Казахстана. Административный центр — село Власовка.
Население — 977 человек (2009, 1340 в 1999, 1909 в 1989).

## Социальные объекты
В сельском округе функционирует две школы, интернат, 2 дошкольных мини-центра, Дом культуры, сельская библиотека, лыжная база, пункт почтовой связи, фельдшерско-акушерский пункт, медицинский пункт. Функционирует этнокультурный украинский центр «Мрия».

## История
Власовский сельсовет образован 27 октября 1924 года. 12 января 1994 года постановлением главы Северо-Казахстанской областной администрации создан Власовский сельский округ.

## Состав
В состав округа входят такие населенные пункты:
| Населенный пункт | Население, человек (1989) | Население, человек (1999) | Население, человек (2009) |
| ---------------- | ------------------------- | ------------------------- | ------------------------- |
| Безлесное, село  | 333                       | 229                       | 190                       |
| Власовка, село   | 1239                      | 925                       | 771                       |
| Сенное, село     | 337                       | 186                       | 16                        |